# Ноктюрны: пять историй о музыке и сумерках
«Ноктюрны: пять историй о музыке и сумерках» (англ. Nocturnes: Five Stories of Music and Nightfall) — сборник коротких рассказов английского писателя японского происхождения Кадзуо Исигуро, вышедший в 2009 году. Это первый сборник коротких рассказов Исигуро, представленный издателем как «цикл историй», вышел после публикации шести романов автора. Каждый из пяти рассказов сборника посвящён музыке и музыкантам. Первое издание книги в твёрдом переплёте вышло в издательстве Фабер и Фабер в Великобритании в мае 2009 года, а в США — в издательстве Knopf в сентябре 2009 года.

## Содержание
Каждый рассказ сборника посвящён музыке и музыкантам, действие в них развёртывается вечером или ночью. Сквозной темой всех рассказов являются какие-то неосуществлённые замыслы, окрашенные нотками грусти. Второй и четвёртый рассказы имеют комический оттенок. В первом и последнем рассказах действующие лица — музыканты кафе, а в первом и четвёртом рассказах есть общий персонаж. Во всех пяти рассказах повествование ведётся от первого лица, рассказчик — мужчина.
- «Звезда эстрады»

В Венеции американский певец, находящийся на грани разрыва с женой, нанимает музыканта из польского кафе, который аккомпанирует певцу, когда он из гондолы исполняет серенаду своей жене.
- «И в бурю, и в ясные дни»

Преподаватель английского языка-экспат в Лондоне приглашён к своим давнишним знакомым по университету — паре, находящейся в напряжённых отношениях, что приводит к довольно неудобной для рассказчика ситуации.
- «Молверн-Хиллз»

Молодой рок-гитарист уезжает из Лондона в Малверн (графство Вустершир), где работает в загородном кафе, принадлежащем его сестре и шурину, но не имеет успеха в кругах рок-музыкантов. Однажды он встречает швейцарских туристов, поведение которых заставляет его задуматься о собственной ситуации.
- «Ноктюрн».

Саксофонист, проходящий реабилитацию после пластической операции в отеле в Беверли-Хиллз, знакомится с богатой американкой (бывшей женой эстрадного певца — из рассказа «Звезда эстрады»), и попадает с ней в отеле в комичную ситуацию.
- «Виолончелисты»

Венгерский виолончелист Тибор в Италии знакомится с американкой гораздо старше себя, которая заверяет его, что тоже играет на виолончели, и приглашает Тибора к себе в отель, где он регулярно играет для неё, но сама при этом не берёт виолончель в руки. Тибор пытается разгадать, чем вызвано такое её поведение.

## Оценки критиков
Британский писатель Роберт Макфарлейн отметил в своей статье в The Sunday Times: «закрывая книгу, трудно вспомнить больше, чем атмосферу или воздух и несколько музыкальных баров, полуслышанных, технически совершенных, быстро забытых». Кристиан Хаус из The Independent пишет, что «в конечном счёте это прекрасная, умная книга о времени и парящих нотах, которые делают своё путешествие стоящим».